# Bujarići
Bujarići is een plaats in de gemeente Višnjan in de Kroatische provincie Istrië. De plaats telt 0 inwoners (2001).